# Erster Kappeler Landfriede

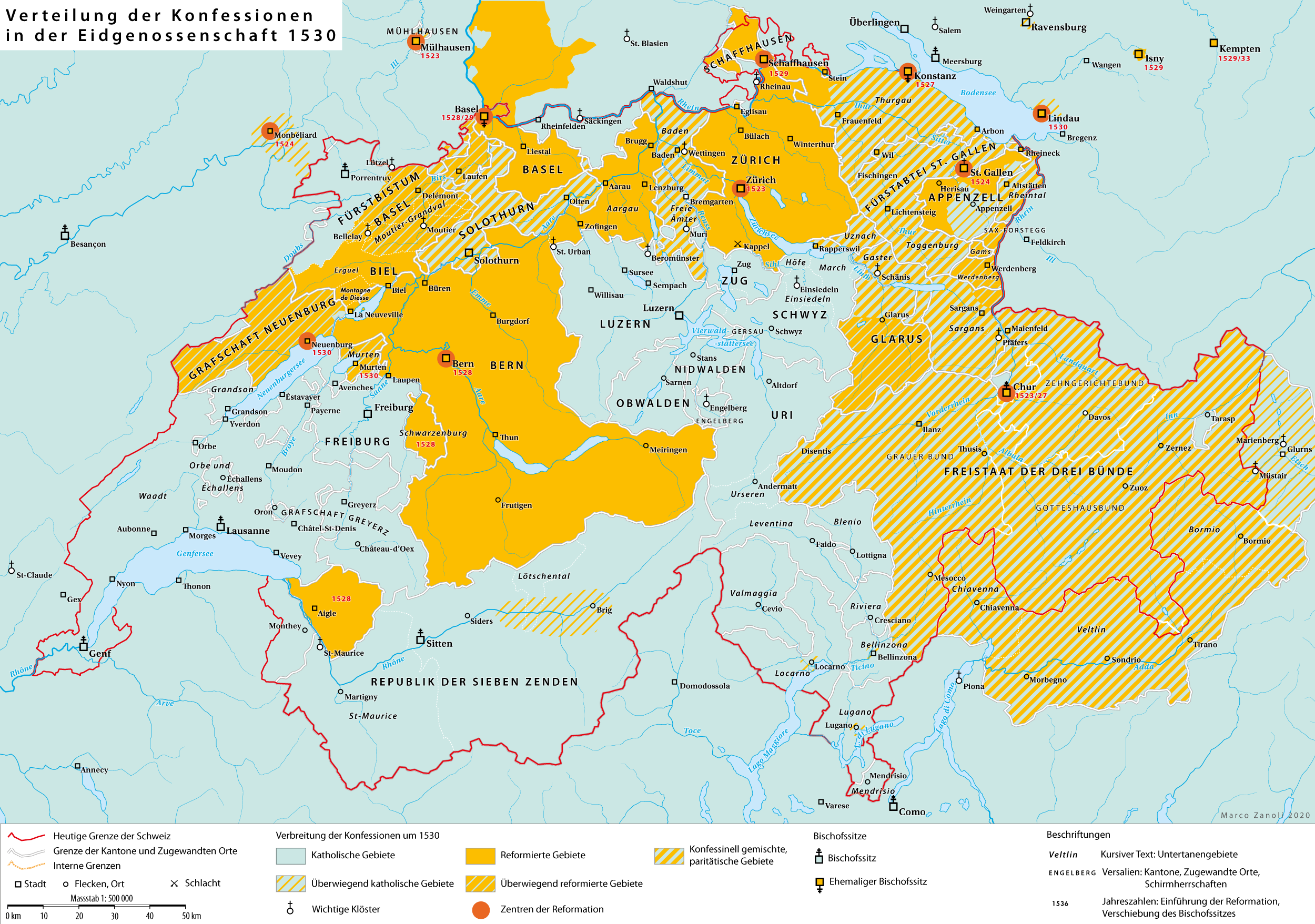
Die konfessionelle Situation in der Eidgenossenschaft 1530

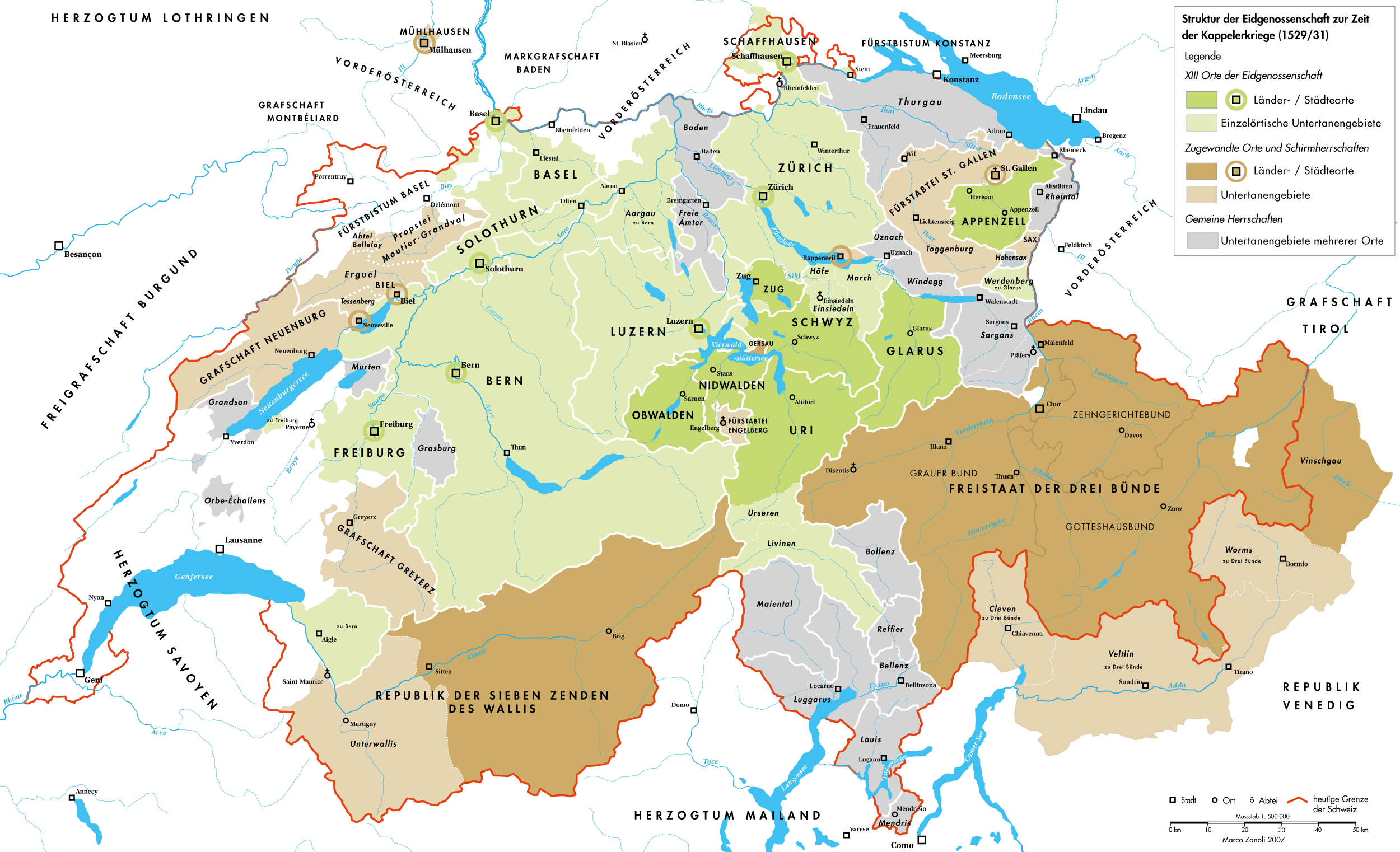
Politische Struktur der Eidgenossenschaft um 1530

Erster Kappeler Landfriede (auch Erster Landfrieden von 1529) ist die Bezeichnung für einen Friedensvertrag, der am 26. Juni 1529 zwischen den katholischen und reformierten Orten der Eidgenossenschaft im Anschluss an den Ersten Kappeler Krieg geschlossen wurde.

## Vorgeschichte
Durch die Reformation entstanden innerhalb der Alten Eidgenossenschaft zwei konfessionelle Lager. Auf der einen Seite die wachsende reformatorische Gruppe unter anderem mit Zürich, Konstanz und Mülhausen; auf der anderen Seite die fünf katholischen Orte Uri, Schwyz, Unterwalden, Luzern und Zug, die am alten Glauben festhalten wollten und sich deshalb am 22. April 1529 in Waldshut im Ferdinandeischem Bündnis mit Erzherzog Ferdinand aus dem Haus Habsburg verbunden hatten. 
Die ideologischen Kämpfe fanden vor dem Hintergrund des Expansionsdrangs der Reformierten, durch Streitigkeiten um die Macht in den gemeinen Herrschaften sowie durch Dispute in Wort und Schrift statt. Sie wurden durch die Hinrichtung des reformierten Pfarrers Jakob Kaiser in Schwyz 1529 noch verschärft und führten zu einem militärischen Aufgebot auf beiden Seiten: 30'000 Mann der Neugläubigen standen ungefähr 9'000 Mann aus dem katholischen Lager gegenüber.

## Der Friedensvertrag
Das Angebot der sich neutral verhaltenden Innerschweizer kurz vor dem militärischen Aufeinandertreffen der Kriegsparteien, einen Ausgleich suchen zu wollen, wurde angenommen. Es verschob die Kriegshandlungen zunächst um zwei Stunden, dann zwei Tage und schliesslich zwei Wochen. Als Ergebnis dieser langwierigen und schwierigen Verhandlungen wurde der Erste Kappeler Landfrieden am 26. Juni 1529 geschlossen, noch bevor es überhaupt zu einer militärischen Auseinandersetzung kam.
Der ausgehandelte Vertrag legte fest, dass die Orte sich nicht gegenseitig wegen Glaubensfragen beleidigen oder provozieren sollten. In den Zugewandten Orten und gemeinen Herrschaften durften die Kirchgemeinden autonom über das religiöse Bekenntnis entscheiden. Den fünf katholischen Orten wurde die alleinige Kriegsschuld zugewiesen. Sie sollten deshalb auch die gesamten Kosten des Krieges tragen. Ausserdem durften sie ihr bestehendes Sonderbündnis mit König Ferdinand nicht weiterführen. Insgesamt wurde durch den Vertrag das reformierte Lager stark bevorteilt.

## Ergebnis
Mit dem ersten Kappeler Landfrieden wurde die Reformation in der Schweiz durch die fünf katholischen Orte formell anerkannt. Im Gegenzug erhielten diese ihren Glauben garantiert. Zum ersten Mal wurde das gleichwertige Nebeneinander der Konfessionen gewährt. Da die Glaubensfrage dem Mehrheitsprinzip unterstellt war, ereignete sich eine folgenreiche Entwicklung in den gemeinen Herrschaften.
Die Bestimmungen dieses Friedensvertrages wurden durch den Zweiten Kappeler Landfrieden nach dem Zweiten Kappeler Krieg weitgehend rückgängig gemacht beziehungsweise ersetzt.